# Strickscheid

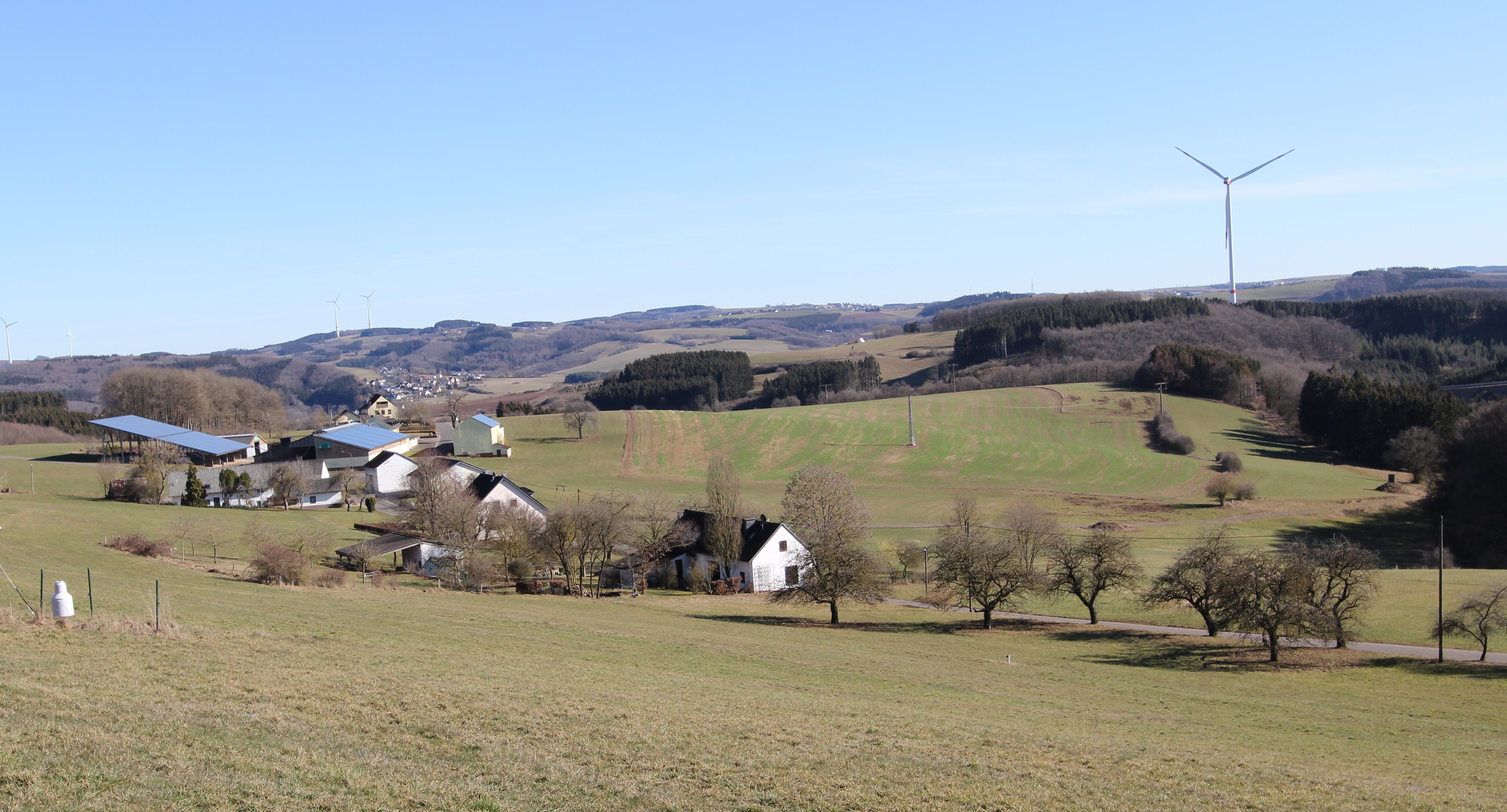
Strickscheid 2019

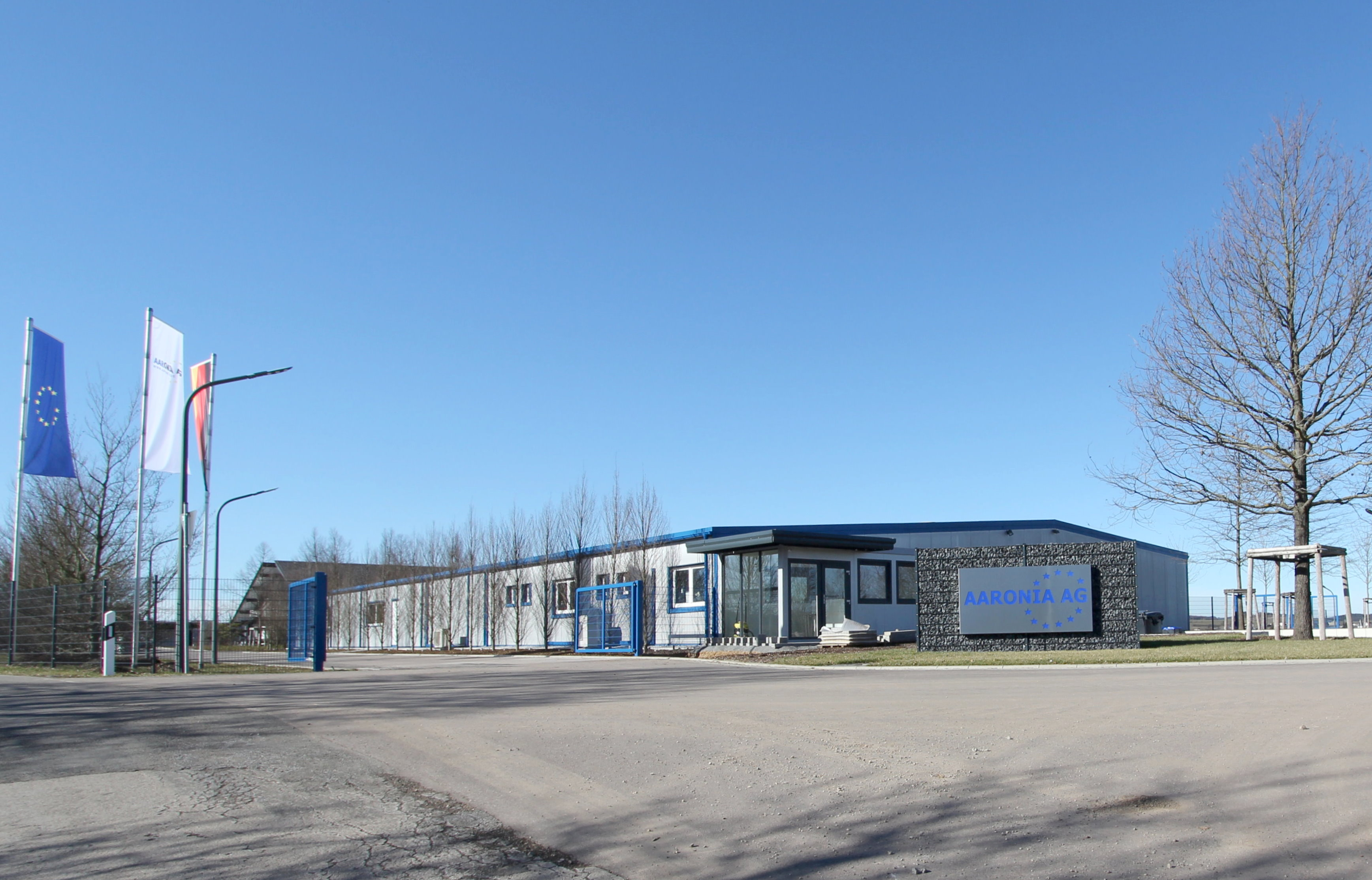
Firmengelände der Aaronia AG

Strickscheid ist eine Ortsgemeinde im Eifelkreis Bitburg-Prüm in Rheinland-Pfalz. Sie gehört der Verbandsgemeinde Arzfeld an.

## Geographie
Strickscheid liegt zwei Kilometer westlich von Lünebach und zehn Kilometer südwestlich der Stadt Prüm auf den Islek-Höhen. Die Ortschaft umfasst Höhenlagen zwischen 450 und 475 m ü. NHN, sie erstreckt sich weitgehend entlang der in West-Ost-Richtung verlaufenden Dorfstraße. Naturräumlich lässt sich das zu rund 70 % landwirtschaftlich genutzte Gemeindegebiet der gewellten und weitgehend waldfreien Arzfelder Hochfläche in der Westeifel zurechnen. Die Ortschaft wird von der Kreisstraße 117 passiert, die unter anderem nach Lünebach führt.
Strickscheid grenzt im Osten an die Ortsgemeinde Lünebach und im Westen an die Ortsgemeinde Euscheid.

## Geschichte
Auf eine Entstehung des Ortes bei den spätmittelalterlichen Rodungen deutet die Endung „-scheid“ des Strickscheider Ortsnamens hin. Erstmals urkundlich erwähnt wurde er als „Stritschit“ im Jahr 1489. Während der Feudalzeit gehörte der Ort zum Kondominium Pronsfeld, das unter der gemeinsamen Landeshoheit des Kurfürstentums Trier und des Herzogtums Luxemburg stand.
Die Inbesitznahme des Linken Rheinufers durch französische Revolutionstruppen beendete die alte Ordnung. Während der französischen Verwaltung (1795–1814) wurde Strickscheid von der Mairie Lünebach verwaltet, die zum Kanton Arzfeld des Arrondissements Bitburg (Bitbourg) im Departement der Wälder gehörte.
Nach der Niederlage Napoleons kam der Ort aufgrund der 1815 auf dem Wiener Kongress getroffenen Vereinbarungen zum Königreich Preußen. Aus der Mairie wurde die Bürgermeisterei (ab 1927 das Amt) Lünebach, welches nachfolgend in das Amt Waxweiler aufging.
Im Jahr 1900 lebten in Strickscheid 68 Einwohner. Als Folge des Ersten Weltkriegs war die gesamte Region dem französischen Abschnitt der Alliierten Rheinlandbesetzung zugeordnet.  Nach dem Zweiten Weltkrieg wurde der Ort innerhalb der französischen Besatzungszone Teil des damals neu gebildeten Landes Rheinland-Pfalz.
Bis in die 1960er Jahre lag Strickscheid an der Bahnstrecke Pronsfeld–Arzfeld–Neuerburg. Hiervon geblieben ist ein 1907 errichtetes, markantes Viadukt östlich des Ortes, über das heute ein Rad- und Wanderweg das Tal überquert.
Die Entwicklung der Einwohnerzahl von Strickscheid, die Werte von 1871 bis 1987 beruhen auf Volkszählungen:
| Jahr | Einwohner |
| ---- | --------- |
| 1815 | 31        |
| 1835 | 44        |
| 1871 | 39        |
| 1905 | 111       |
| 1939 | 64        |
| 1950 | 67        |
| 1961 | 77        |

| Jahr | Einwohner |
| ---- | --------- |
| 1970 | 73        |
| 1987 | 44        |
| 1997 | 44        |
| 2005 | 32        |
| 2011 | 31        |
| 2017 | 27        |
| 2022 | 35        |

## Politik

### Bürgermeister
Albert Thiex ist seit 2004 Ortsbürgermeister von Strickscheid.

## Wirtschaft und Infrastruktur

### Unternehmen
Strickscheid ist traditionell landwirtschaftlich geprägt, zwei Höfe dominieren den Ort. Zu den wenigen Arbeitgebern der Gemeinde gehört die Aaronia AG, welche im Gewerbegebiet Aaronia AG als einziges Unternehmen angesiedelt ist und Spectrum Analyzer sowie EMV-Antennen herstellt.

### Öffentliche Einrichtungen
Der Ort verfügt über keine Kapelle und kein Gemeindehaus.

### Verkehr
Strickscheid wird von der Kreisstraße 117 an das öffentliche Straßennetz angebunden.

## Siehe auch

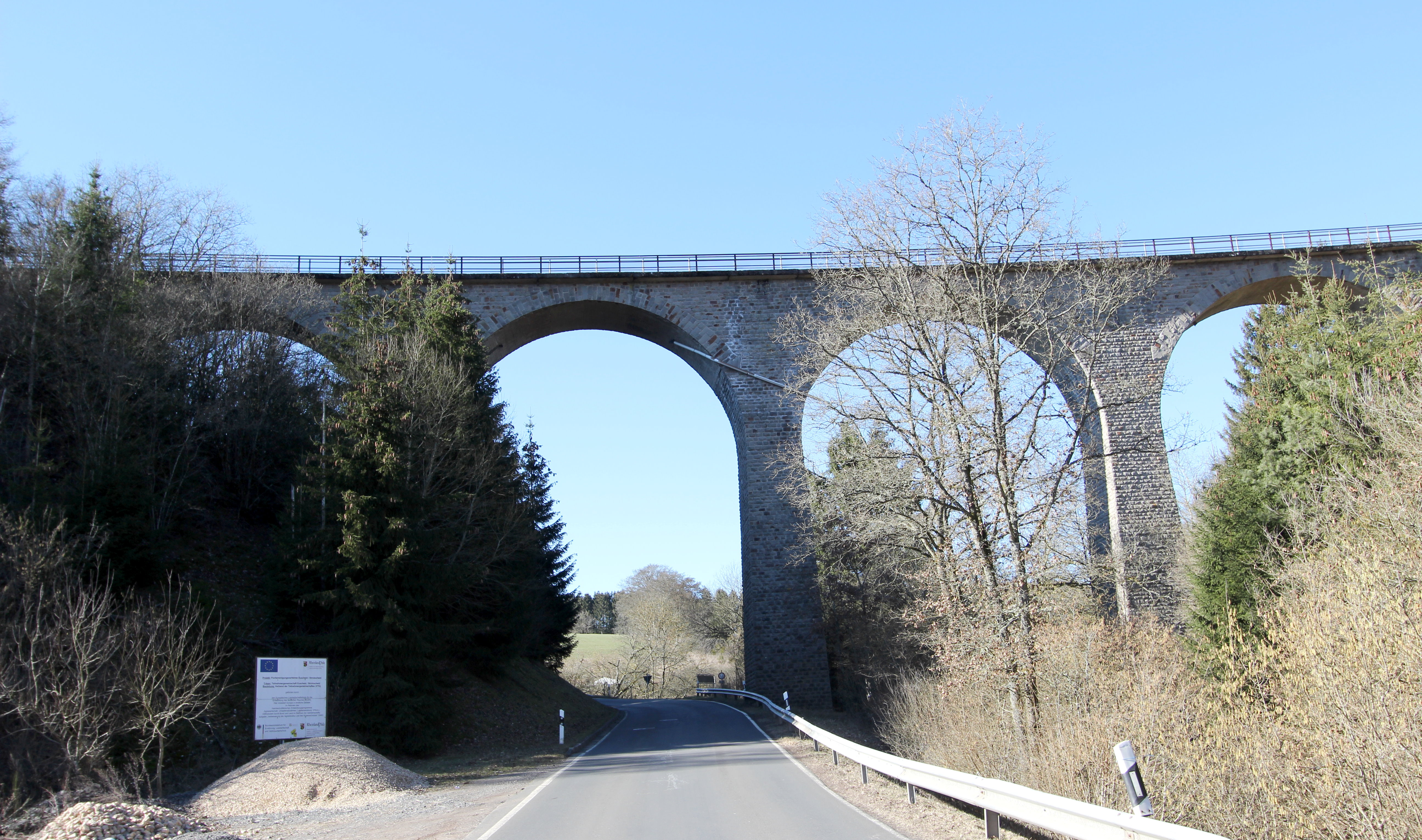
Eisenbahnviadukt von 1907